# Honda NX250
Honda NX250 — мотоцикл двойного назначения, производившийся японской компанией Honda в США в 1988—1990 годах. Предназначался для передвижения как по дорогам так и по пересечённой местности. На мотоцикле был установлен новый одноцилиндровый четырёхтактный двигатель MD21E с жидкостным охлаждением объёмом 249 см3. Honda NX250 оснащалась шестиступенчатой коробкой передач. Сухая масса мотоцикла составляет 118 кг. Высота сиденья — 820 мм. В некоторых странах Honda продолжала выпускать NX250 до 1993 года под названием Honda NX250 Dominator.

## AX-1
Honda AX-1 — модифицированная версия Honda NX-250, выпускалась только для японского рынка, однако продавалась также в Океании. Используя шасси, как у NX-250, мотоцикл был оснащён литыми дисками, алюминиевым маятником Pro-Link, задними дисковыми тормозами, двумя круглыми лампами переднего света, выхлопной трубой из нержавеющей стали и другой настройкой карбюратора.